# Dryádka osmiplátečná
Dryádka osmiplátečná (Dryas octopetala) je arkticko-alpská kvetoucí rostlina z čeledi růžovitých. Jedná se o malý stálezelený polokeř.

## Rozšíření
Roste v horských oblastech na vápencovém podloží. Roste v celé arktické oblasti, rovněž v pohořích ve Skandinávii, Islandu, Alpách, Karpatech, Balkáně, Kavkaze, v Anglii, v USA od Aljašky až po Skalnaté hory. Roste v suchých lokalitách, kde sníh rychle taje, na štěrkových a skalnatých podkladech ve velkých koloniích.
Je to oficiální květina Severozápadních teritorií Kanady a národní květina Islandu.

## Popis
Stonky jsou dřevnaté, klikaté s horizontálními větvemi. Listy jsou nahoře hladké, zespodu s bílými chloupky. Květy jsou na stonku dlouhé 3 až 10 cm a mají osm bílých okvětních lístků, na základě kterých dostala rostlina své jméno octopetala.

## Galerie

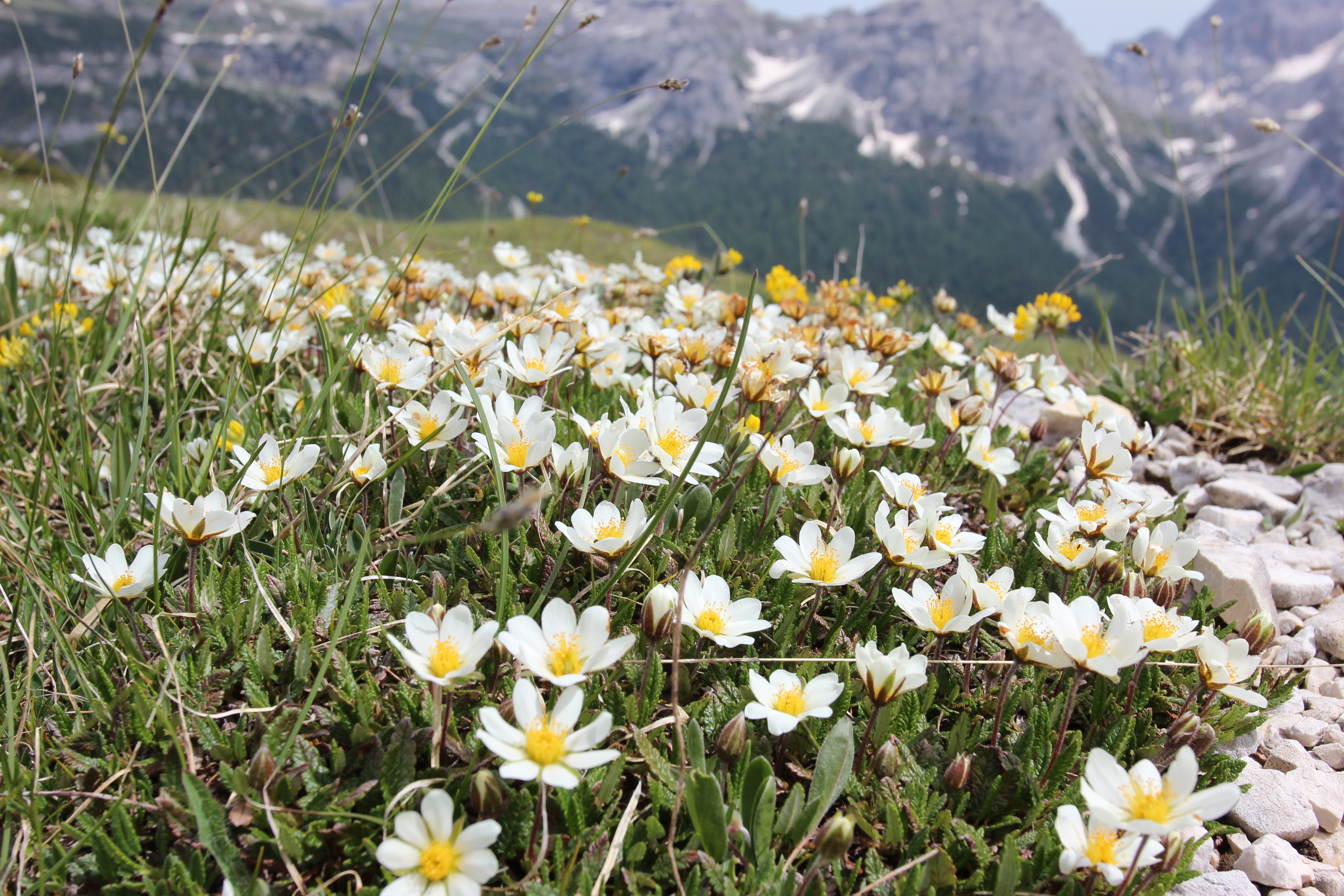
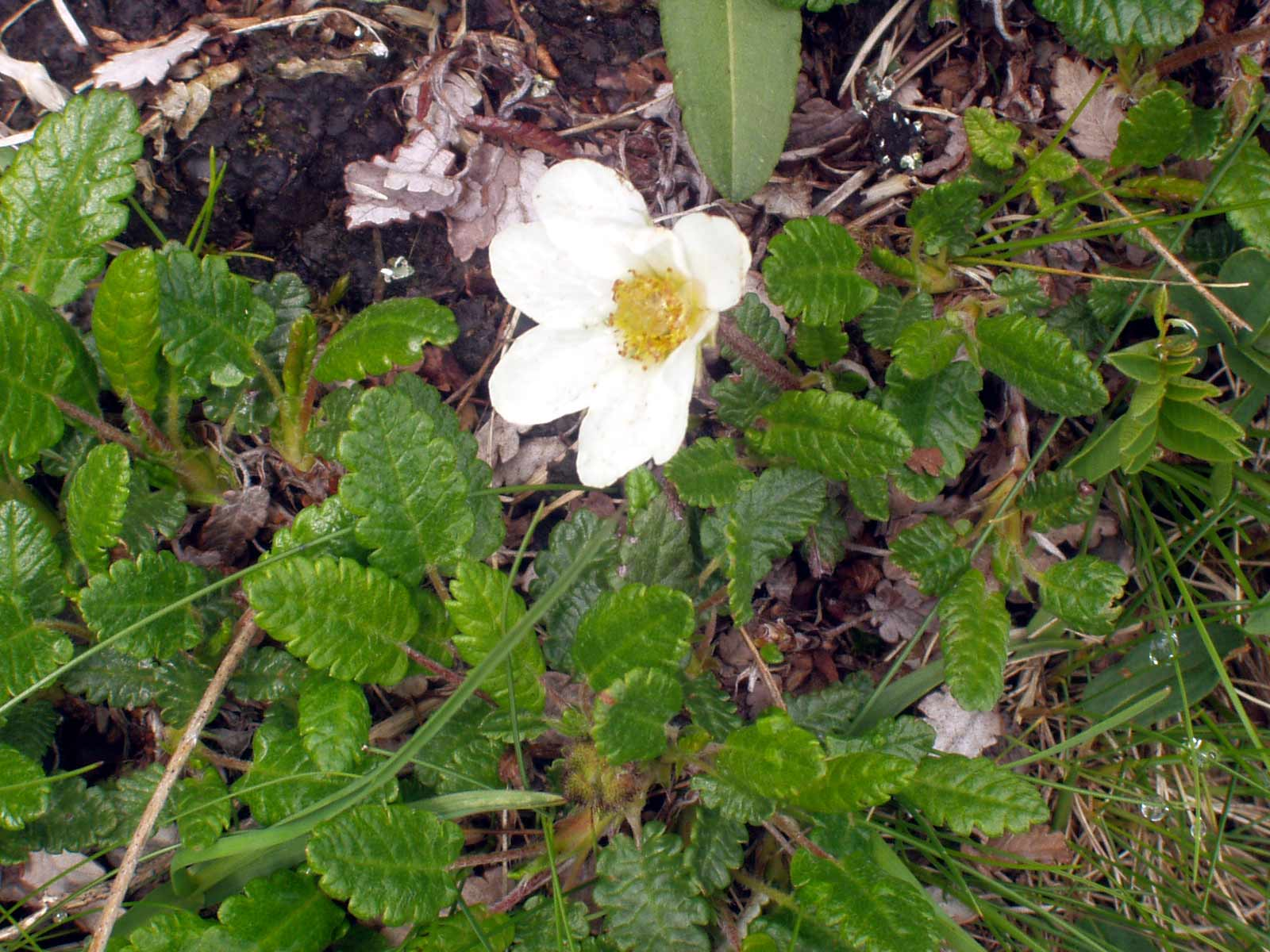
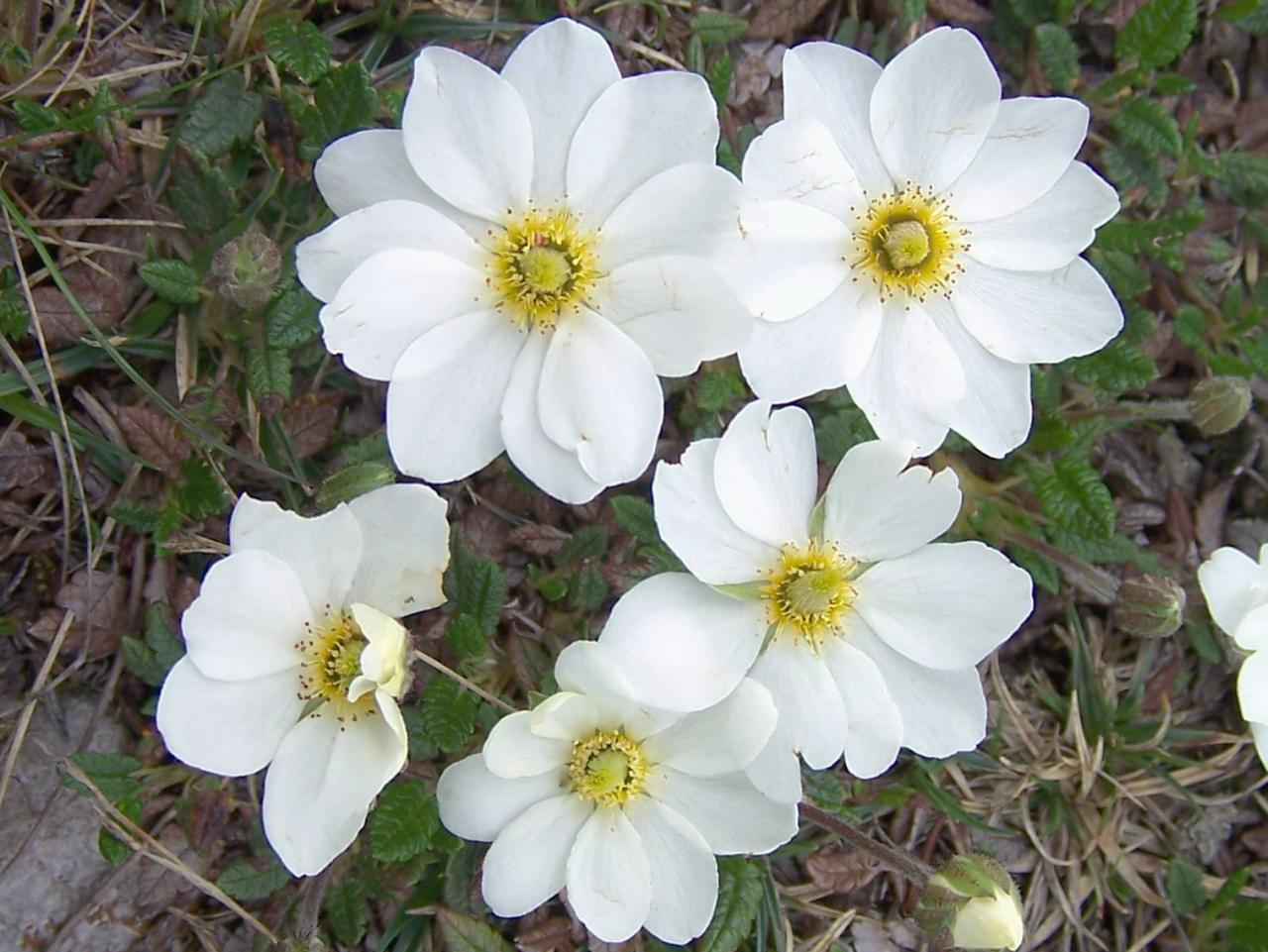
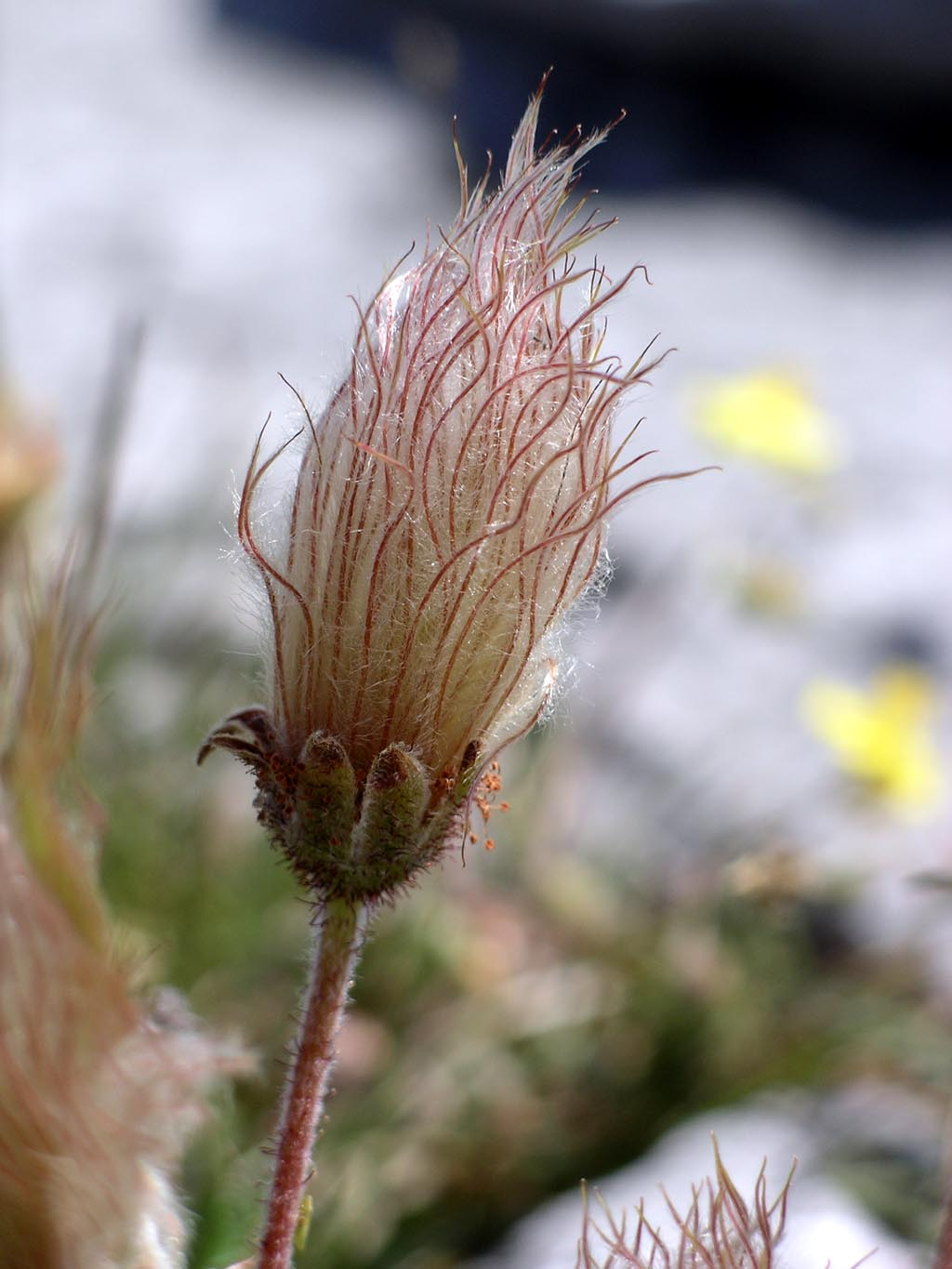
Plodenství rostliny
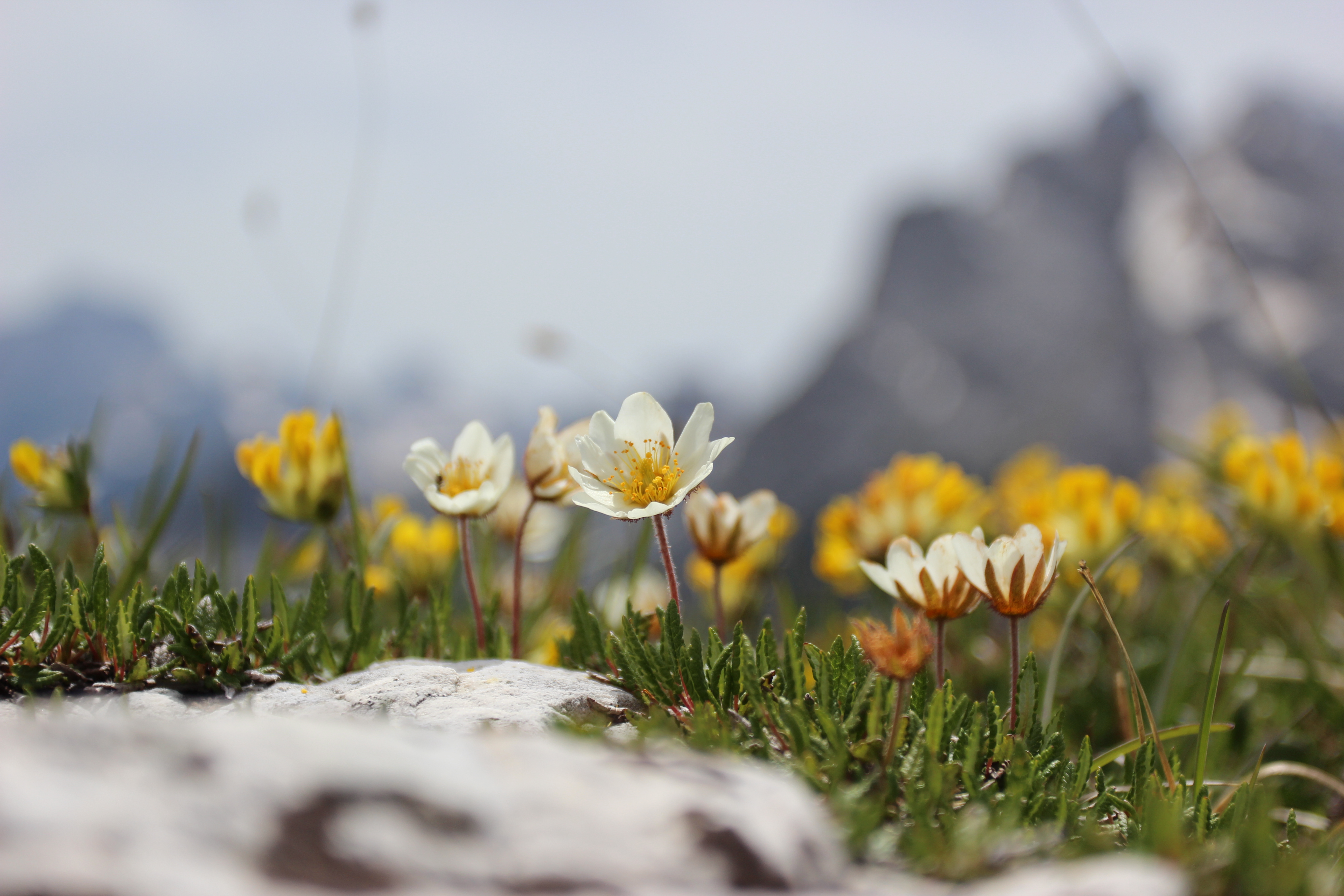